# 예상원
예상원(芮相元, 1963년 9월 2일 ~ )은 대한민국 경상남도의회 의원이다.

## 학력
- 김해고등학교
- 부산대학교 대학원 행정학과 행정학 석사

## 경력
- 청도면체육회 사무국장
- 밀양청년회의소 부회장
- 한국청년회의소 부회장
- 2002.07 ~ 2006.03 : 제4대 밀양시의회 의원
- 밀양미래포럼 운영위원장
- 2014년 7월 1일 ~ 2018년 6월 30일 : 제10대 경상남도의회 의원
  - 2016.07 ~ 2018.06 : 제10대 경상남도의회 후반기 농해양수산위원회 위원장
- 2018년 7월 1일 ~ 2022년 6월 30일 : 제11대 경상남도의회 의원
  - 제11대 경상남도의회 기획행정위원회 위원
  - 제11대 경상남도의회 건설소방위원회 위원
  - 제11대 경상남도의회 예산결산특별위원회(교육청) 부위원장
- 2022년 7월 1일 ~2024년 2월 8일 : 제12대 경상남도의회 의원
  - 제11대 경상남도의회 전반기 교육위원회 위원
  - 제11대 경상남도의회 전반기 예산결산특별위원회(도청) 위원

## 역대 선거 결과
|  | 37% |

|  | 59.12% |

|  | 19.82% |

|  | 53.01% |

|  | 59.78% |

|  | 0% |